# Vätskeersättning
Vätskeersättning är vätska med salt och socker som används för att förhindra eller behandla uttorkning vid hetta, diarré eller kräkningar. Hetta ger upphov till ökad svettning, som då utsöndrar salter som behöver ersättas. På samma sätt behöver vätske- och saltförluster via magtarmkanalen (kräkning och diarréer) ersättas. Vätskeersättning är i dessa fall en mer komplett behandling än vatten, som enbart åtgärdar halva problemet och kan orsaka vattenförgiftning.  
Introduceringen av modern vätskeersättning skedde på 1970-talet. Både insikten att glukos stimulerar upptaget av natrium i allmänhet och att det sker på ett sätt som är gynnsamt vid kolera banade väg för terapimetoden. Erfarenheterna av behandlingens effektivitet i samband med kolerautbrotten som skedde i samband med Bangladeshs befrielsekrig etablerade behandlingsmetoden. Vätskeersättning betraktas som en effektiv metod för att förhindra död orsakad av uttorkning i samband med diarrésjukdom, en ledande dödsorsak bland barn under fem globalt. Drickbar vätskeersättning är enklare att distribuera än intravenös, särskilt i låginkomstländer där tillgången på steril utrustning för vätskebehandling med dropp är dålig.
Vätskeersättning tillverkas industriellt för försäljning på apotek eller leverans till sjukvårdsorganisationer. Det är även möjligt att blanda vätskeersättning efter recept.